# Figi ai Giochi della XXVI Olimpiade
Le Figi parteciparono ai Giochi della XXVI Olimpiade, svoltisi ad Atlanta, Stati Uniti, dal 19 luglio al 4 agosto 1996, con una delegazione di 17 atleti impegnati in cinque discipline.